# Селена (фільм)

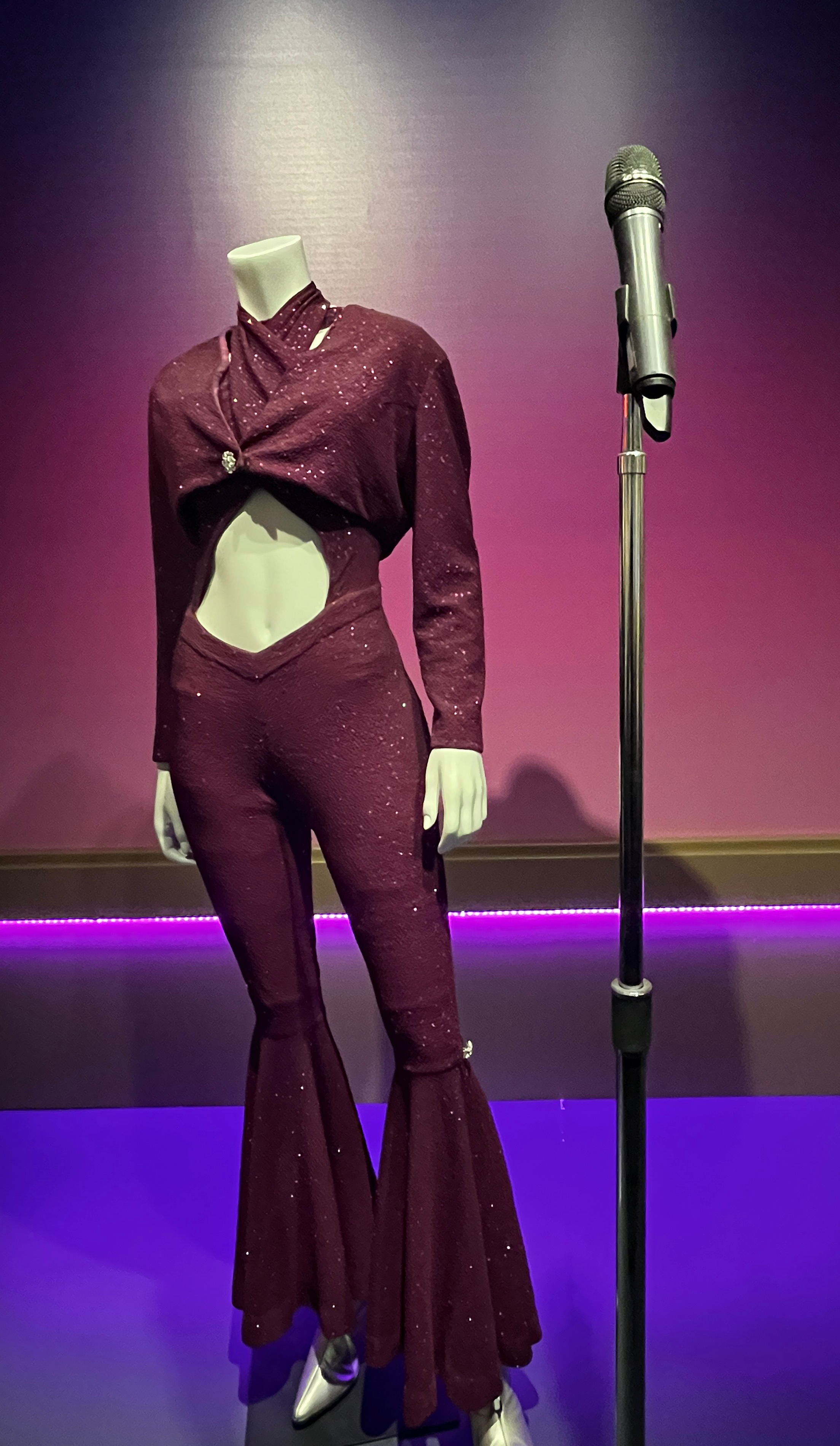
Селена

«Селена» (англ. Selena) — американська біографічна драма 1997 року про музичну зірку техано Селену Кінтанілью-Перес, яку зіграла Дженніфер Лопес.

## Сюжет
У фільмі розповідається про шлях до музичної сцени дівчинки Селени, зростання її слави та смерть зірки, коли вона була вбита президентом свого фан-клубу Іоландою Сальдівар у віці 23 років.

## У ролях
| Актор               | Роль                         |
| ------------------- | ---------------------------- |
| Дженніфер Лопес     | Селена                       |
| Едвард Джеймс Олмос | Абрахам Кінтанілья           |
| Констанс Марі       | Марселла Кінтанілья          |
| Джон Седа           | Кріс Перес                   |
| Люпе Онтіверос      | Йоланда Сальдівар            |
| Джекі Герра         | Сюзет Кінтанілья             |
| Джейкоб Варгас      | Абрахам Ісаак Кінтанілья III |

## Критика
На Rotten Tomatoes фільм отримав схвальні відгуки і оцінки 66% на основі 85 відгуків від критиків і 77% від більш ніж 100 000 глядачів.

## Нагороди
- 1998 Премія «Золотий глобус» Голлівудської асоціації іноземної преси:
  - Премія «Золотий глобус» за найкращу жіночу роль — комедія або мюзикл — Дженніфер Лопес (номінація)
- 1998 Премія «ALMA Award» (для американських латиноамериканців):
  - Премія за видатний художній фільм
  - Премія видатному актору повнометражного фільму — Едвард Джеймс Олмос
  - Премія видатному актору повнометражного фільму — Джон Седа (номінація)
  - Премія видатній акторці повнометражного фільму — Дженніфер Лопес
  - Премія видатній акторці повнометражного фільму — Джекі Герра (номінація)
  - Премія видатному латиноамериканському режисеру художнього фільму — Грегорі Нава
- 1998 Премія «Греммі» американської Академії звукозапису:
  - Премія «Греммі» за найкращий альбом, що є саундтреком до фільму, телебачення або іншого візуального подання — Дейв Грусін (номінація)
- 1998 Кінонагорода MTV Movie & TV Awards:
  - Кінонагорода MTV за найкращий прорив року — Дженніфер Лопес (номінація)

та ряд інших.